# Narros de Matalayegua
Narros de Matalayegua és un municipi de la província de Salamanca, a la comunitat autònoma de Castella i Lleó. Limita al Nord amb Carrascal del Obispo i Vecinos, a l'Est amb Las Veguillas i Membribe de la Sierra, al Sud amb La Sierpe, Herguijuela del Campo i Barbalos i a l'Oest amb Berrocal de Huebra.